# العلاقات الليختنشتانية الميكرونيسية
العلاقات الليختنشتانية الميكرونيسية هي العلاقات الثنائية التي تجمع بين ليختنشتاين وولايات ميكرونيسيا المتحدة.

## مقارنة بين البلدين
هذه مقارنة عامة ومرجعية للدولتين:
| وجه المقارنة                                              | ليختنشتاين                                 | ولايات ميكرونيسيا المتحدة |
| --------------------------------------------------------- | ------------------------------------------ | ------------------------- |
| المساحة (كم2)                                             | 16                                         | 702                       |
| عدد السكان (نسمة)                                         | 37.47 ألف                                  | 105.54 ألف                |
| الكثافة السكانية (ن./كم²)                                 | 234.19 ألف                                 | 15.03 ألف                 |
| العاصمة                                                   | فادوتس                                     | باليكير                   |
| اللغة الرسمية                                             | اللغة الألمانية                            | لغة إنجليزية              |
| العملة                                                    | فرنك سويسري                                | دولار أمريكي              |
| الناتج المحلي الإجمالي (بليون دولار)                      | 6.29 مليار                                 | 336.43 مليون              |
| الناتج المحلي الإجمالي (تعادل القوة الشرائية) بليون دولار |                                            | 365.27 مليون              |
| الناتج المحلي الإجمالي الاسمي للفرد دولار أمريكي          |                                            | 3.02 ألف                  |
| الناتج المحلي الإجمالي للفرد دولار أمريكي                 |                                            |                           |
| مؤشر التنمية البشرية                                      | 0.908                                      | 0.640                     |
| رمز المكالمات الدولي                                      | +423                                       | +691                      |
| رمز الإنترنت                                              | .li                                        | .fm                       |
| المنطقة الزمنية                                           | توقيت وسط أوروبا، ت ع م+01:00، ت ع م+02:00 |                           |

## منظمات دولية مشتركة
يشترك البلدان في عضوية مجموعة من المنظمات الدولية، منها:
| علم المنظمة | اسم المنظمة                  | تاريخ انضمام ليختنشتاين | تاريخ انضمام ولايات ميكرونيسيا المتحدة |
| ----------- | ---------------------------- | ----------------------- | -------------------------------------- |
|             | الاتحاد الدولي للاتصالات     | 25 يوليو 1963           | 18 مارس 1993                           |
|             | منظمة حظر الأسلحة الكيميائية | ?                       | ?                                      |
|             | الأمم المتحدة                | 18 سبتمبر 1990          | 17 سبتمبر 1991                         |